# زنبق نسيمي
زنبق نسيمي (الاسم العلمي Zephyranthes carinata)، نوع نبات معمر مزهر من فصيلة النرجسية. مهده المسكيك وكولومبيا وأمريكا الوسطى، كما أنه يزرع لزينه في جزر الهند الغربية والبيرو والأرجنتين والبرازيل وفي ولايتي تكساس وفلوريدا، وفي جنوب أفريقيا وزيمبابوي والصين وكوريا وجزر ريوكيو وآسام ونيبال وبوتان وسيريلانكا وجزر سليمان وكوينزلاند وجزر المجتمع وكيريباتي وجزر كارولين.